# Bessie Turf
Bessie Turf is een Britse stripreeks. Haar naam is Bessie Bunter in het Engels en ze is de zus van Billie Turf. Ze is even dik als haar broer en heeft dezelfde grote appetijt. Oorspronkelijk was ze een nevenpersonage, maar ze kreeg haar eigen stripreeks. In Frankrijk, waar de stripreeks Billy Turf niet aansloeg, had Bessie Turf als Léa Glouton (ook wel Betsy Boule) wel succes. Haar avonturen verschenen in de jaren 50 en 60 in de bladen Line en Nano et Nanette.